# Kotla (przystanek kolejowy)
Kotla – zlikwidowany kolejowy przystanek osobowy na linii nr 305 w Kotli, w województwie dolnośląskim, w Polsce.